# Lindernia monroi
Lindernia monroi é uma espécie botânica do gênero Lindernia pertencente à família Linderniaceae.